# Купальна машина

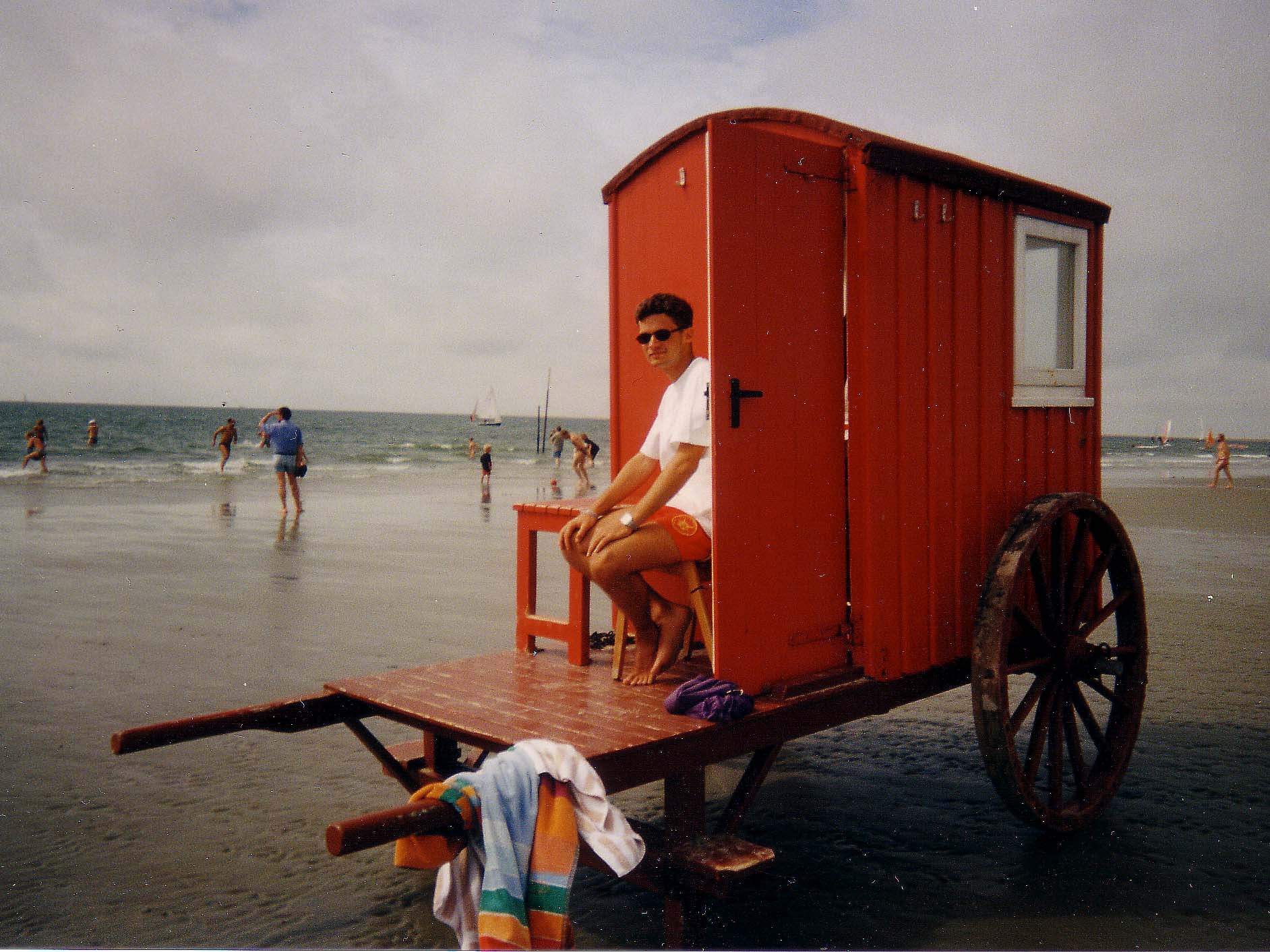
Старовинна купальна машина, на пляжах острова Боркум

Купальна машина (в Росії та Австро-Угорщині була відома як купальний фургон) — популярне у XVIII і XIX століттях пристосування для купання на морських пляжах, що дозволяло чоловікам і жінкам купатися, зберігаючи правила пристойності тих часів. Являли собою критий візок з дерев'яними або брезентовими стінками. Купальні машини були необхідною частиною пляжного етикету, вони приховували купальщиків від сторонніх очей.

## Історія

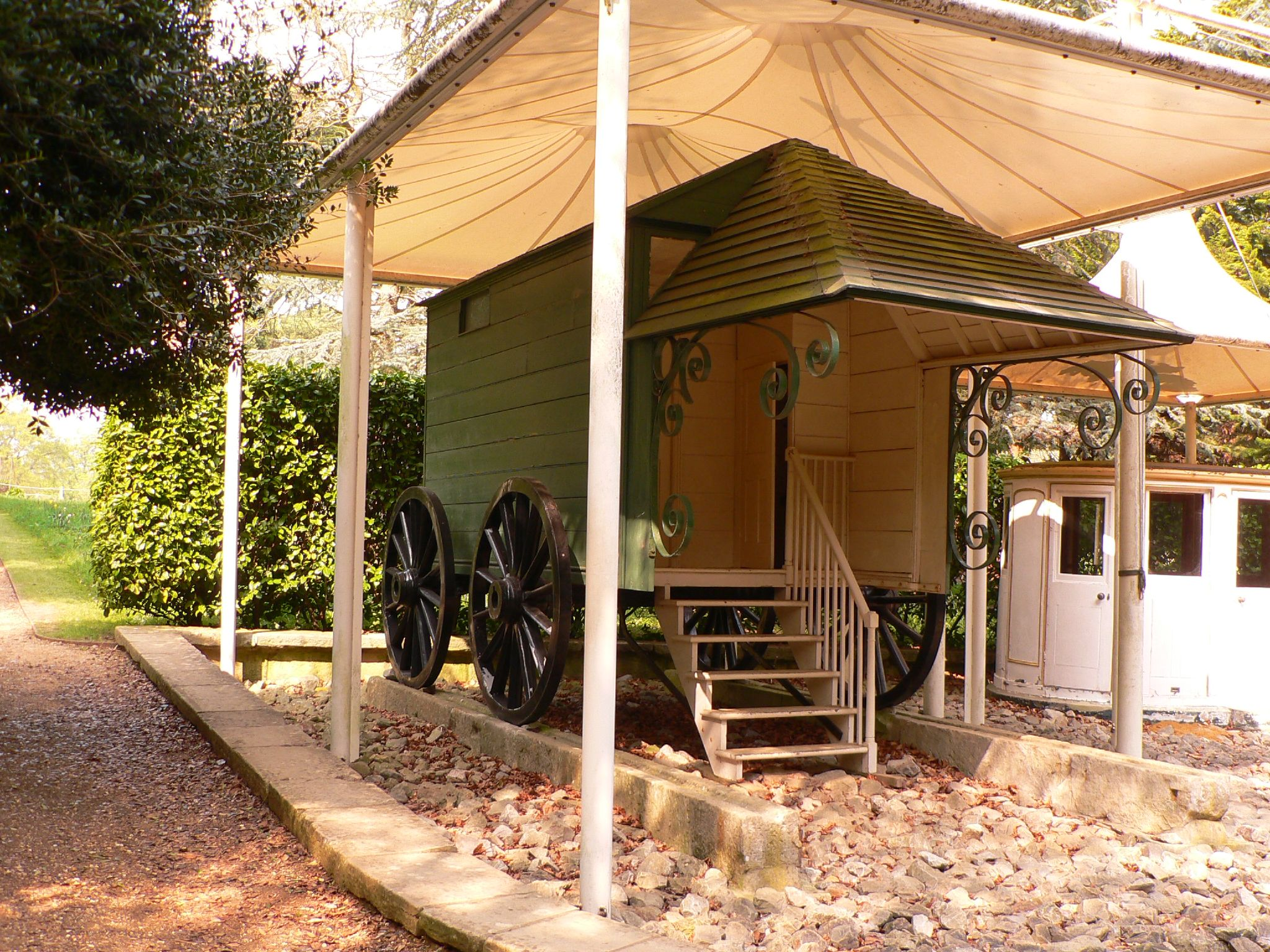
Купальна машина королеви Вікторії

Точна дата появи першої купальної машини невідома. Згідно з деякими джерелами, перша купальна машина була створена в 1750 році Бенджаміном Білом в місті Маргіті графства Кент. Інші джерела стверджують, що вона з'явилася на кілька десятиліть пізніше. У громадській бібліотеці в Скарборо є гравюра Джона Сеттерінгтона, датована 1736 роком, на який зображено купання з використанням купальної машини. Пізніше купальні машини стали популярні у Великій Британії та її колоніях, що мали британських поселенців, у Франції, Німеччині, США, Мексиці та інших країнах. На початку XX століття, після того як були дозволені змішані пляжі, купальні машини стали зникати. За звичкою ними ще користувалися люди похилого віку. Деякі купальні машини збереглися на пляжах до наших днів і використовуються як пляжні кабінки.

## Використання
Людина заходила в повсякденному одязі в купальну машину на березі. У ній вона переодягалася в купальний костюм. Потім машина спускалася в воду за допомогою коней. На популярних курортах були рейки, по яких спускалися купальні машини. У воді вона розгорталася так, щоб з берега купальщика не було видно. Потім купальщик спускався вниз по сходах у воду. Купальні машини часто обладнувалися прапорцем, який піднімався купальщиком як сигнал готовності повернутися на берег.

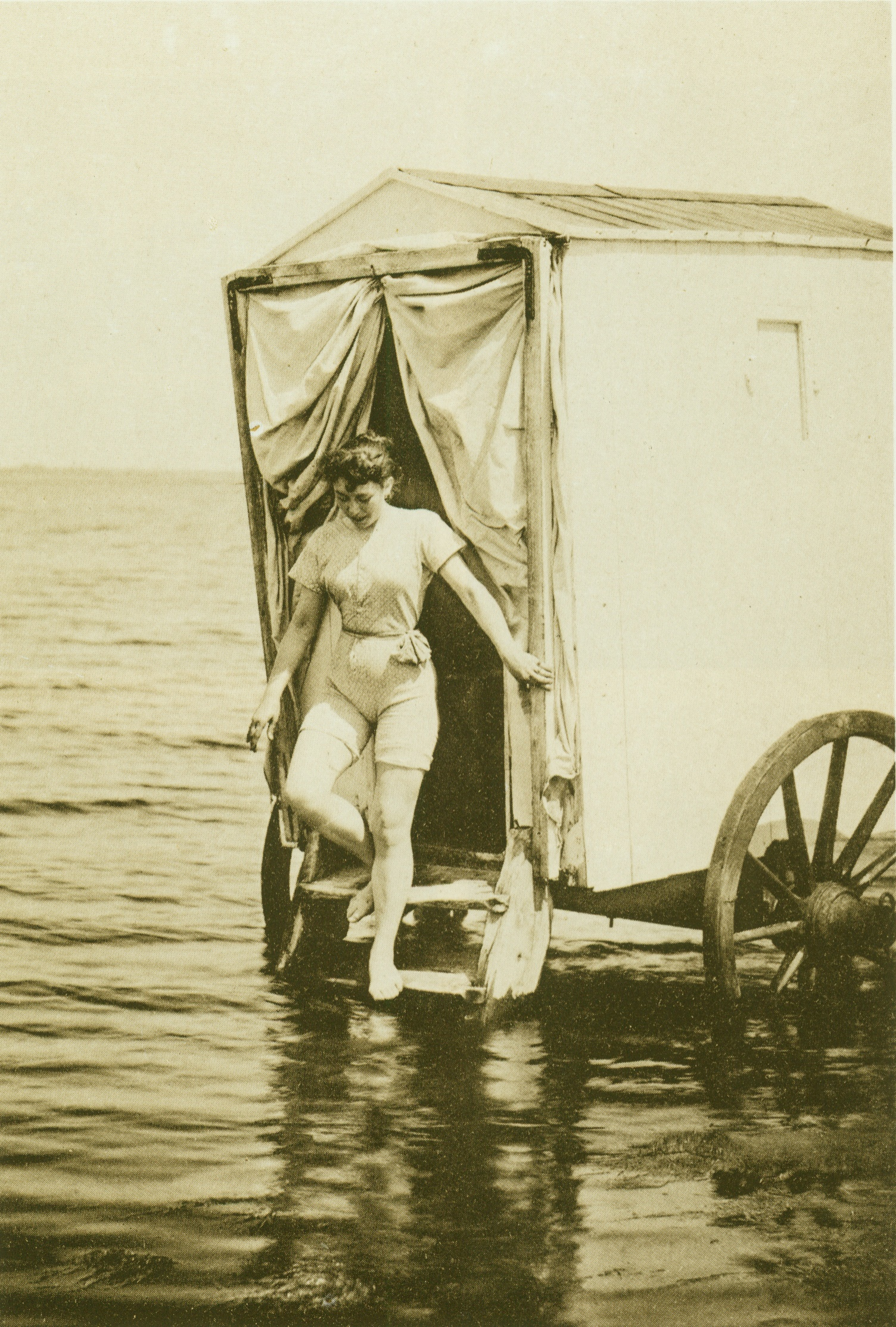
Купальниця
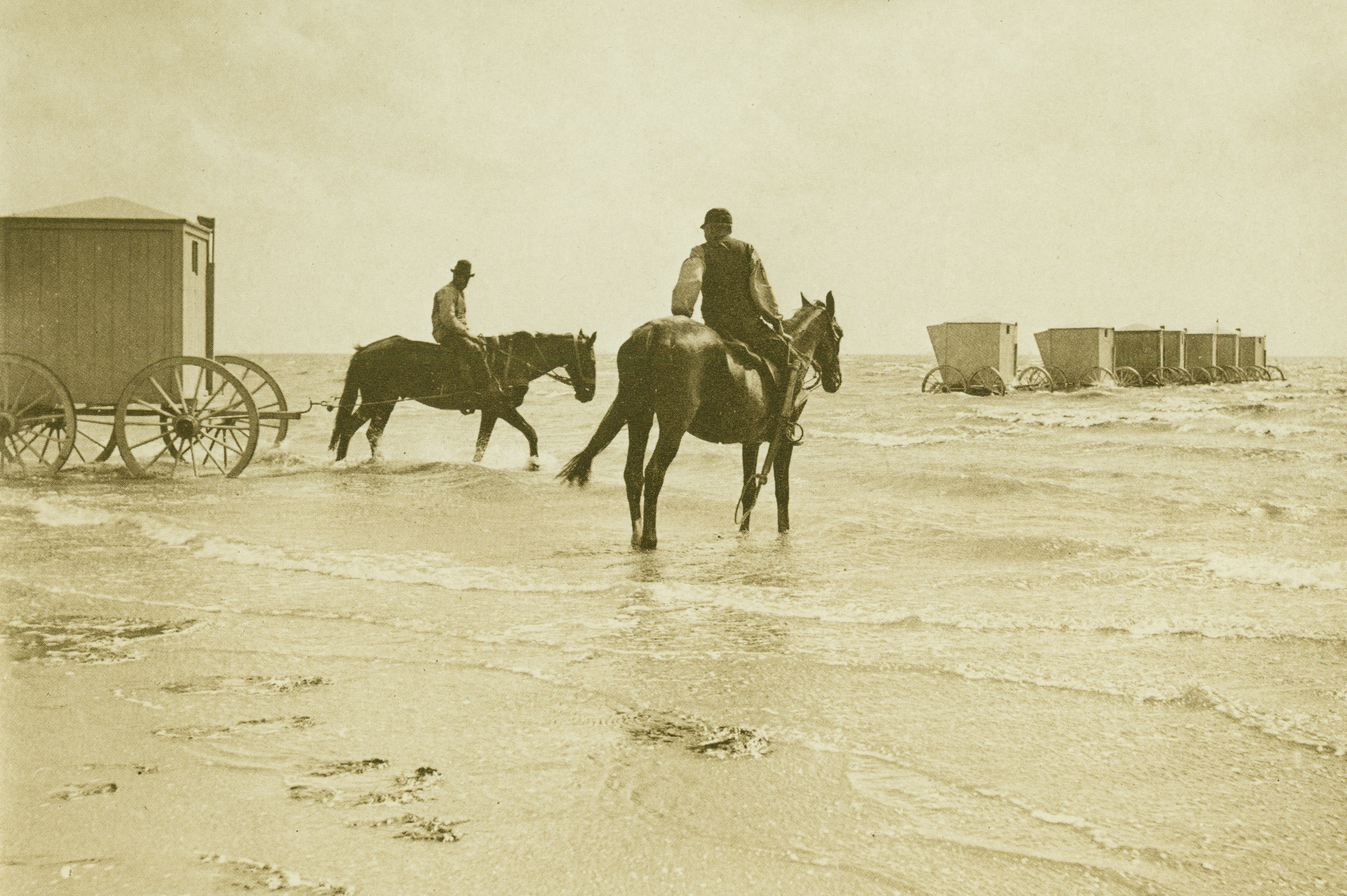
Транспортування купальної машини
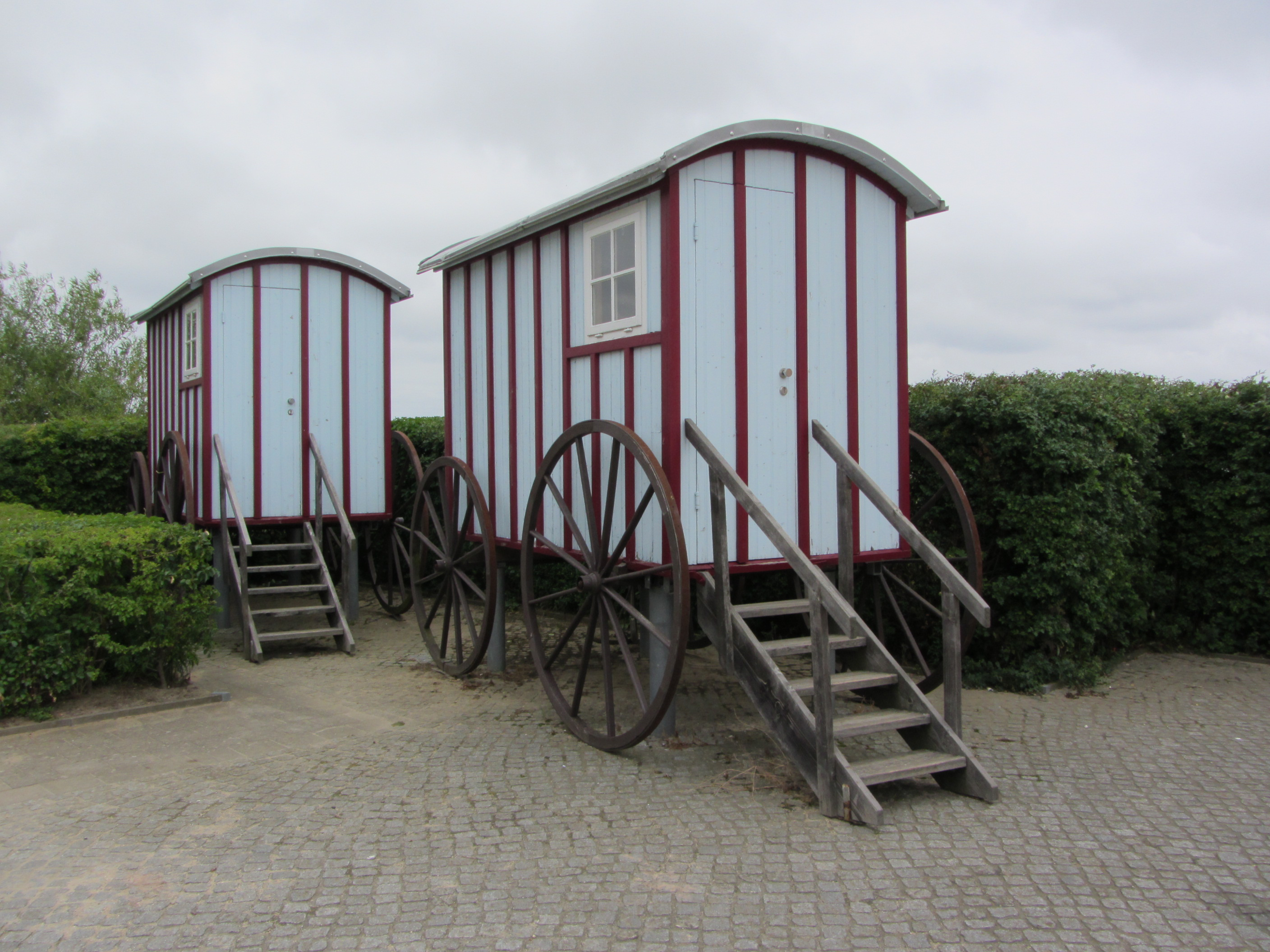
Купальні машини у Німеччині
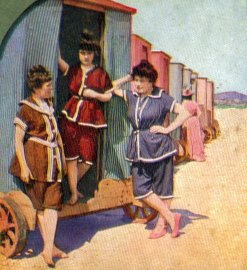
Жінки біля купальної машини
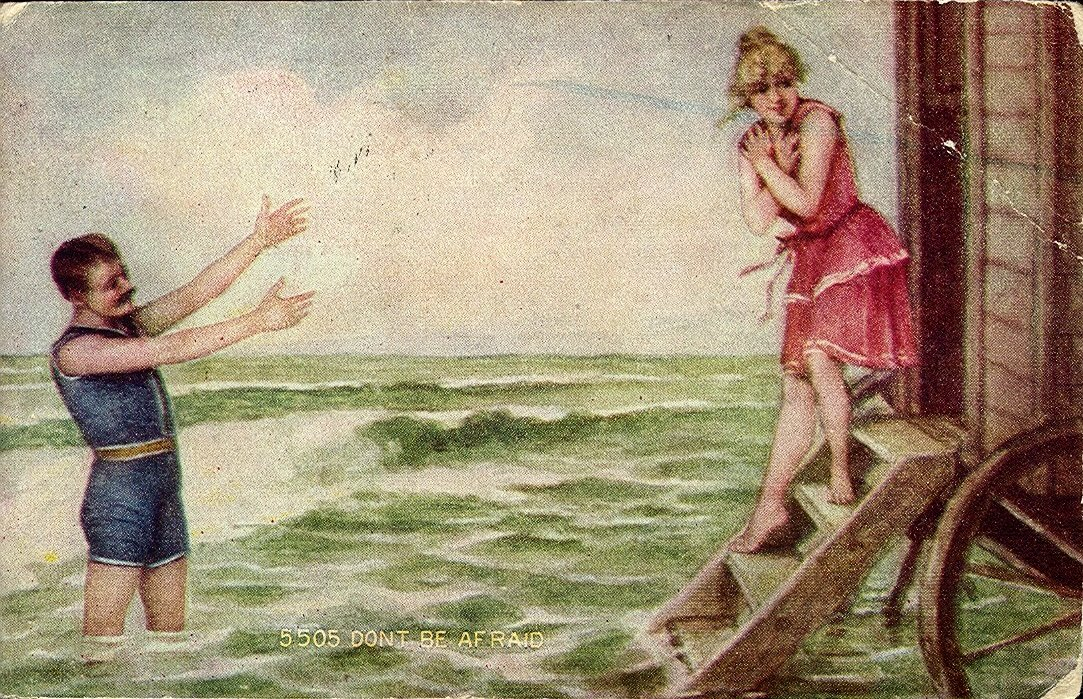
Чоловік і жінка, яка виходить з купальної машини, початок 20-го століття.
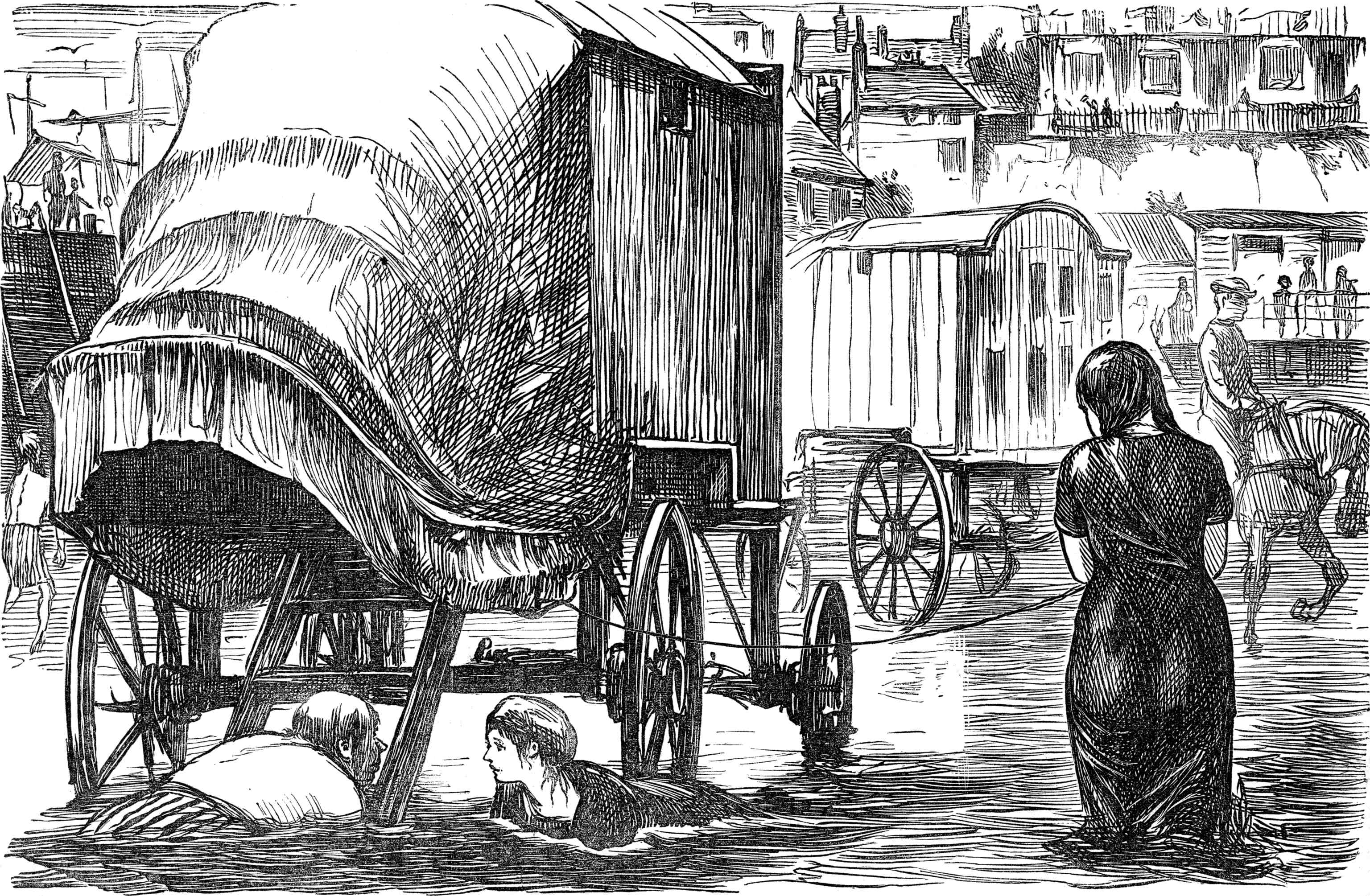
Літній чоловік помилково приплив до чужої купальної машині